# Reserva natural del humedal del lago Hubei Chen
La Reserva natural (provincial) del humedal del lago Hubei Chen se encuentra en la confluencia de los ríos Tongshun y Yangtsé en el curso medio de este último, lo que regula las inundaciones en la llanura oriental de Jianghan y garantiza la seguridad de la ciudad de Wuhan, a 45 km de distancia. En esta zona se forman grandes marismas de agua dulce y lagos que albergan un total de 140 especies de aves, de las cuales ocho están catalogadas como de importancia internacional. También se encuentra aquí el ciervo o venado acuático chino (Hydropotes inermis). 
En 2013, el humedal fue catalogado como sitio Ramsar número 2184, con una extensión de 115,79 km2 (30°20′N 113°49′E). Además de jugar un papel importante como acuífero y reservorio para la producción de pescado, es importante para la educación y el turismo, con unas 20.000 visitas anuales.